# 341年
| 千纪： | 1千纪                                                                                           |
| 世纪： | 3世纪 \| 4世纪 \| 5世纪                                                                         |
| 年代： | 310年代 \| 320年代 \| 330年代 \| 340年代 \| 350年代 \| 360年代 \| 370年代                       |
| 年份： | 336年 \| 337年 \| 338年 \| 339年 \| 340年 \| 341年 \| 342年 \| 343年 \| 344年 \| 345年 \| 346年 |
| 纪年： | 辛丑年（牛年）；成汉汉兴四年；东晋咸康七年；前凉建兴二十九年；后赵建武七年；代国建国四年        |

## 大事记
- 慕容皝獲東晉任命為使持節、大將軍、都督河北諸軍事、幽州牧、大單于，封燕王。